# Zduńska Wola (stacja kolejowa)
Zduńska Wola – najważniejsza stacja kolejowa Zduńskiej Woli, w województwie łódzkim, w Polsce.

## Ruch pasażerski[1]
| Rok  | Wymiana pasażerska na dobę | Miejsce w Polsce |
| ---- | -------------------------- | ---------------- |
| 2017 | 1200                       | bd.              |
| 2018 | 1200                       | bd.              |
| 2019 | 1200                       | 293.             |
| 2020 | 700-999                    | 298.             |
| 2021 | 700-999                    | 275.             |
| 2022 | 1100                       | 301.             |
| 2023 | 1400                       | 275.             |

## Galeria

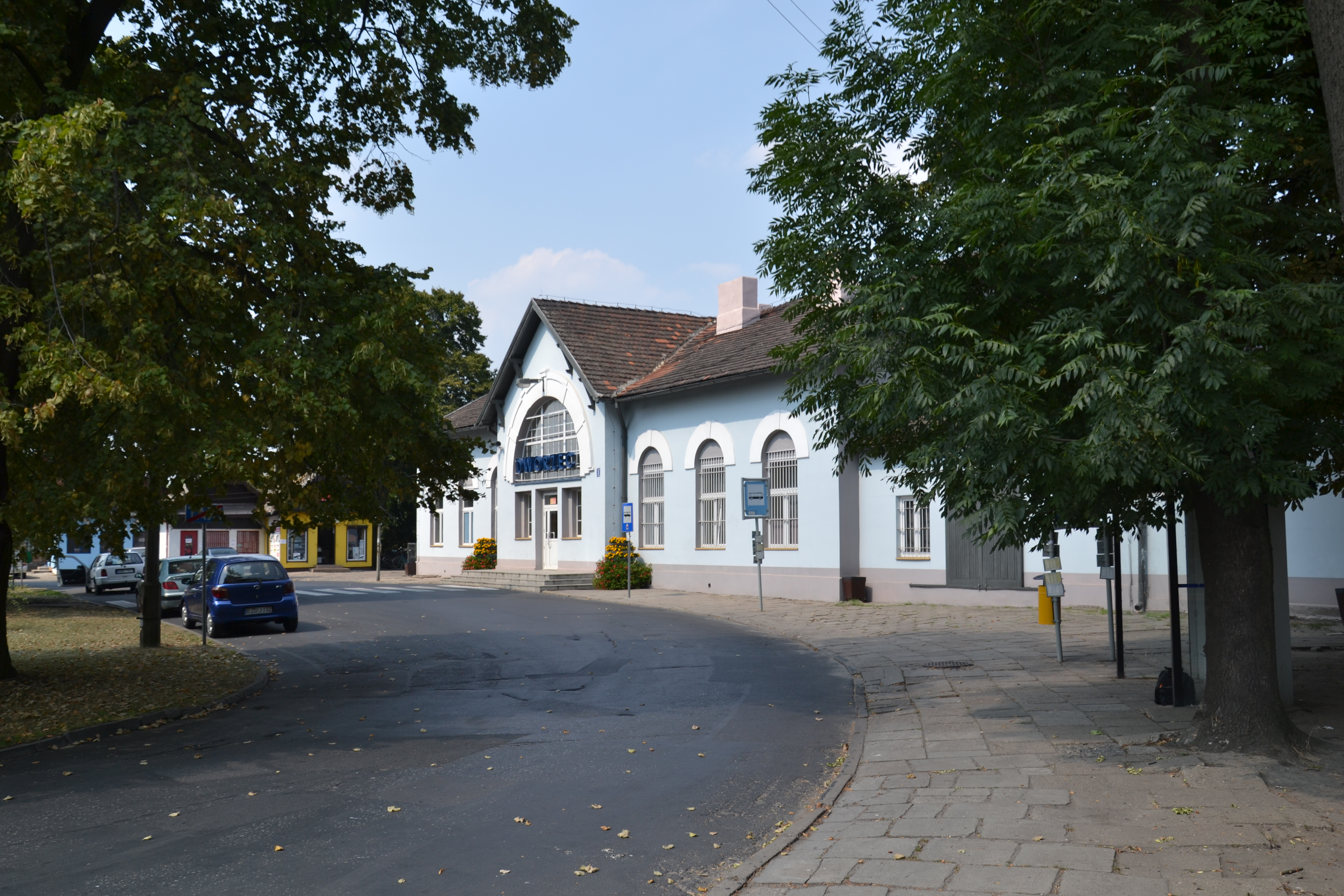
Ulica prowadząca na dworzec
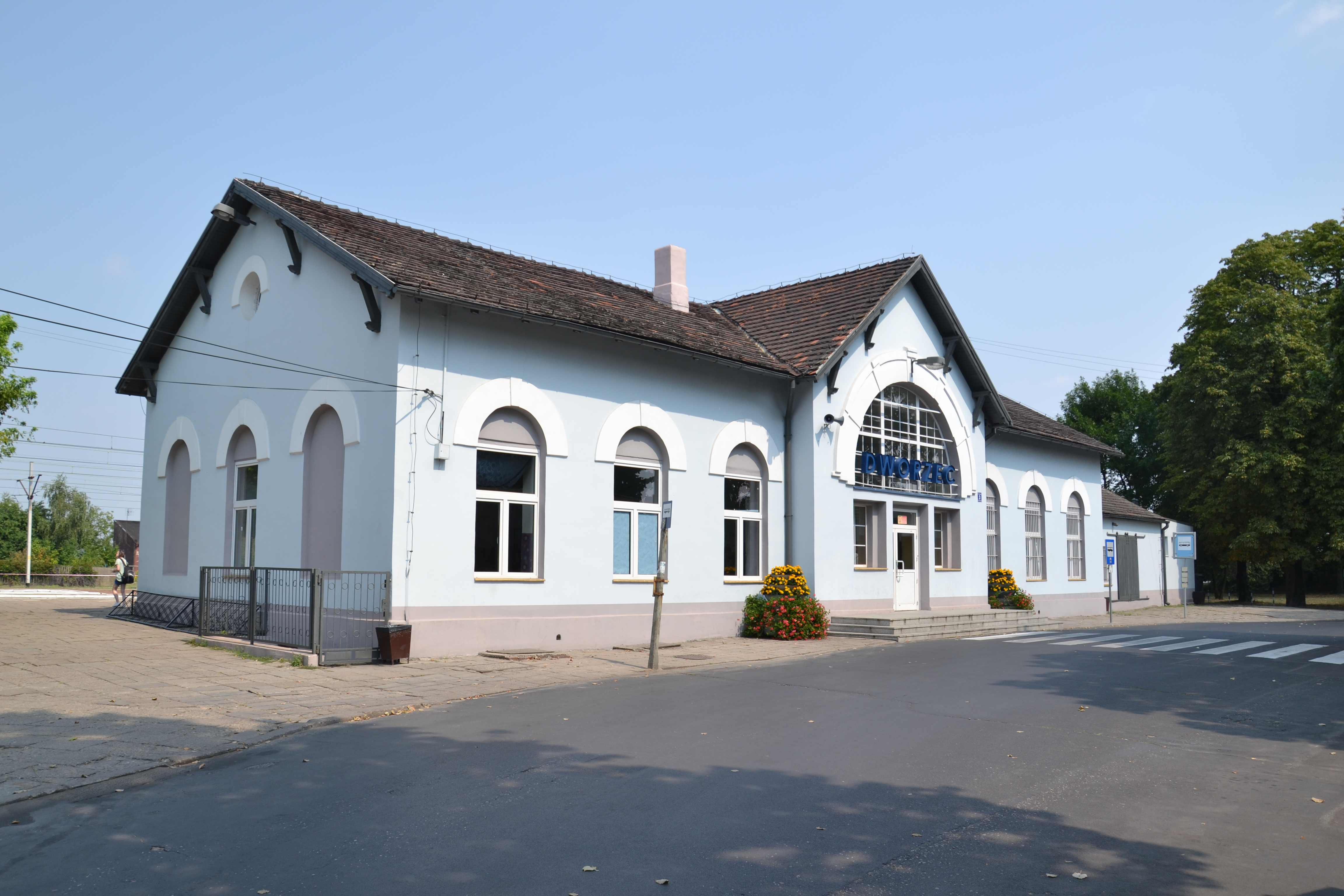
Dworzec od strony miasta
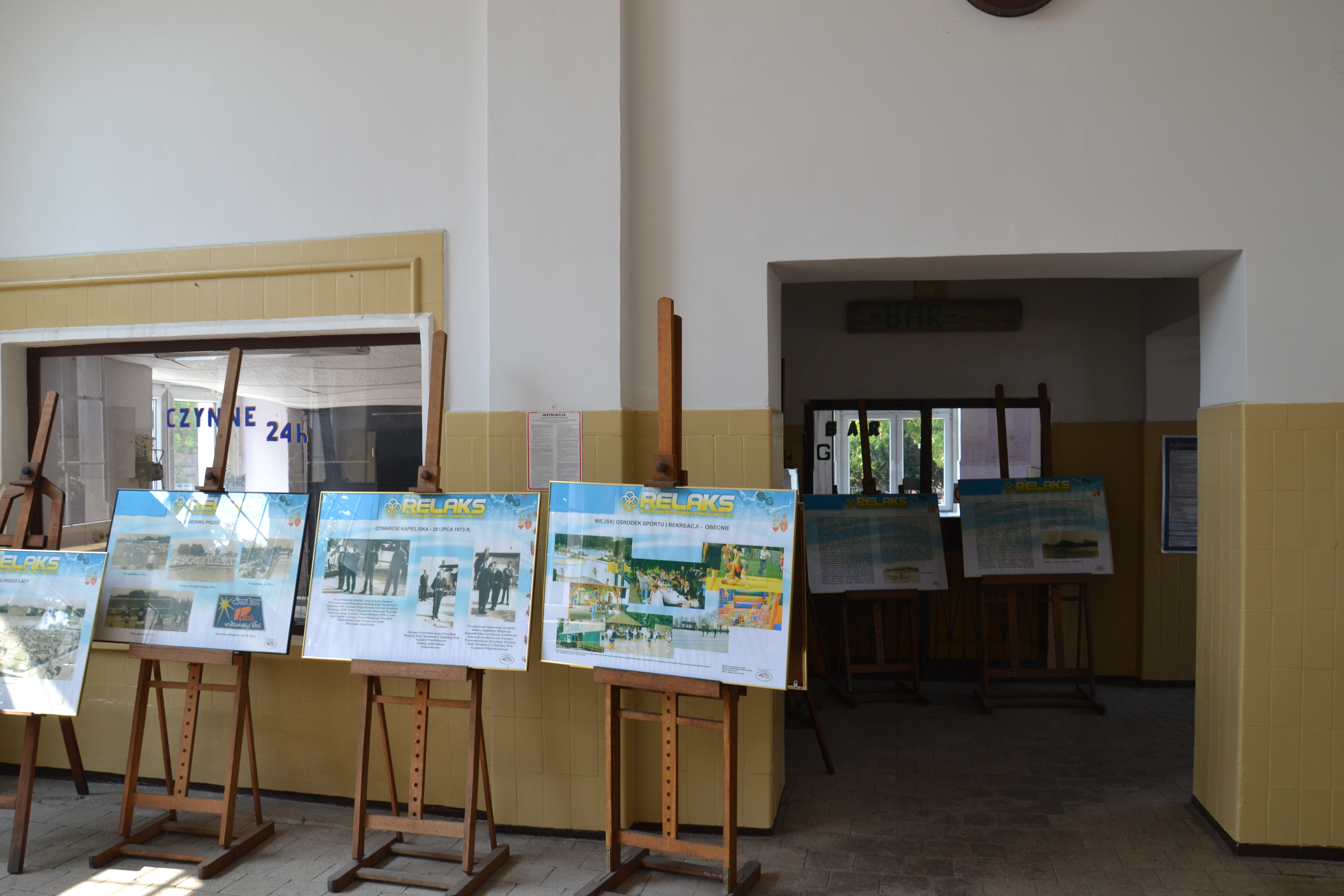
Wnętrze dworca
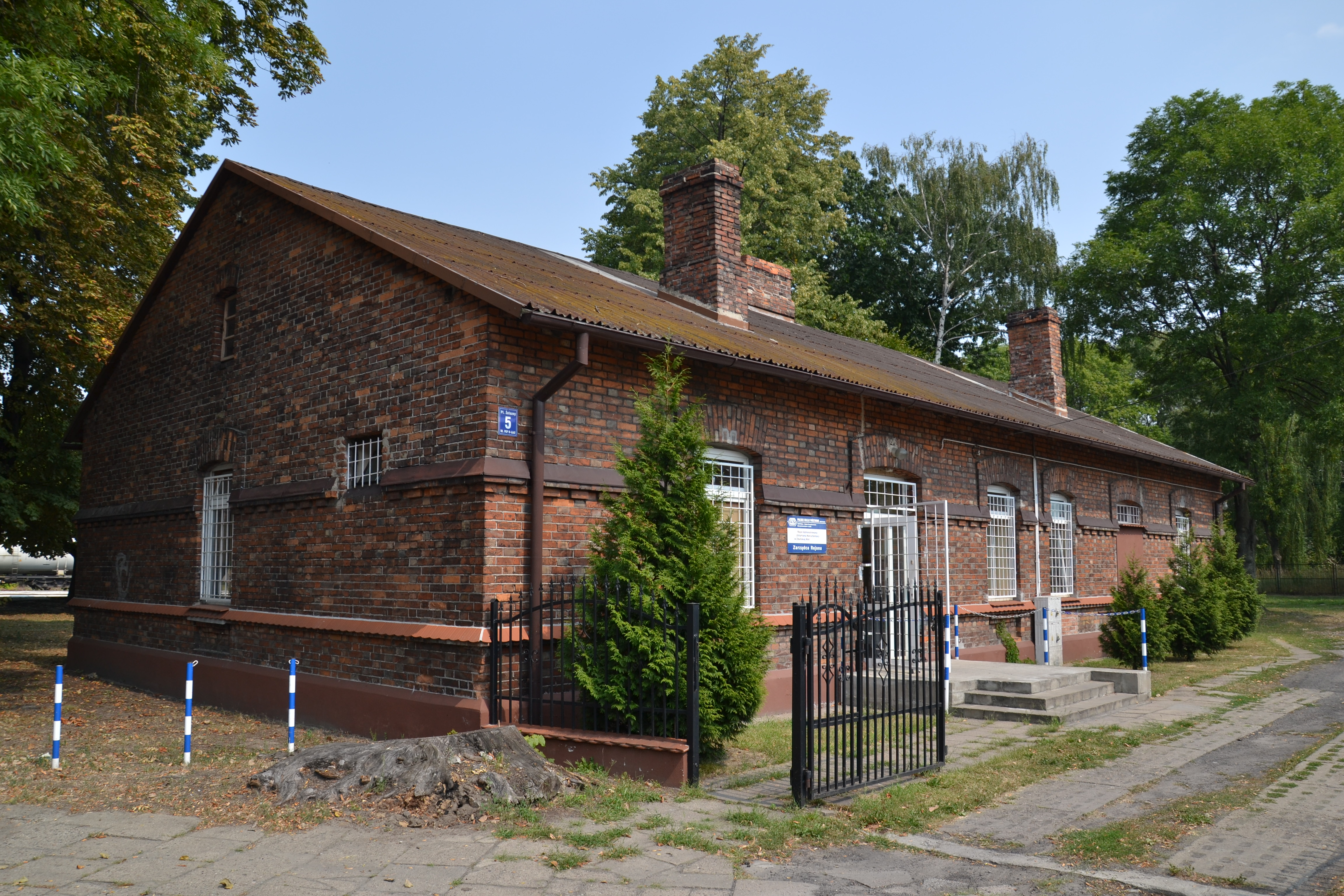
Budynek administracyjny PKP S.A.